# 4560

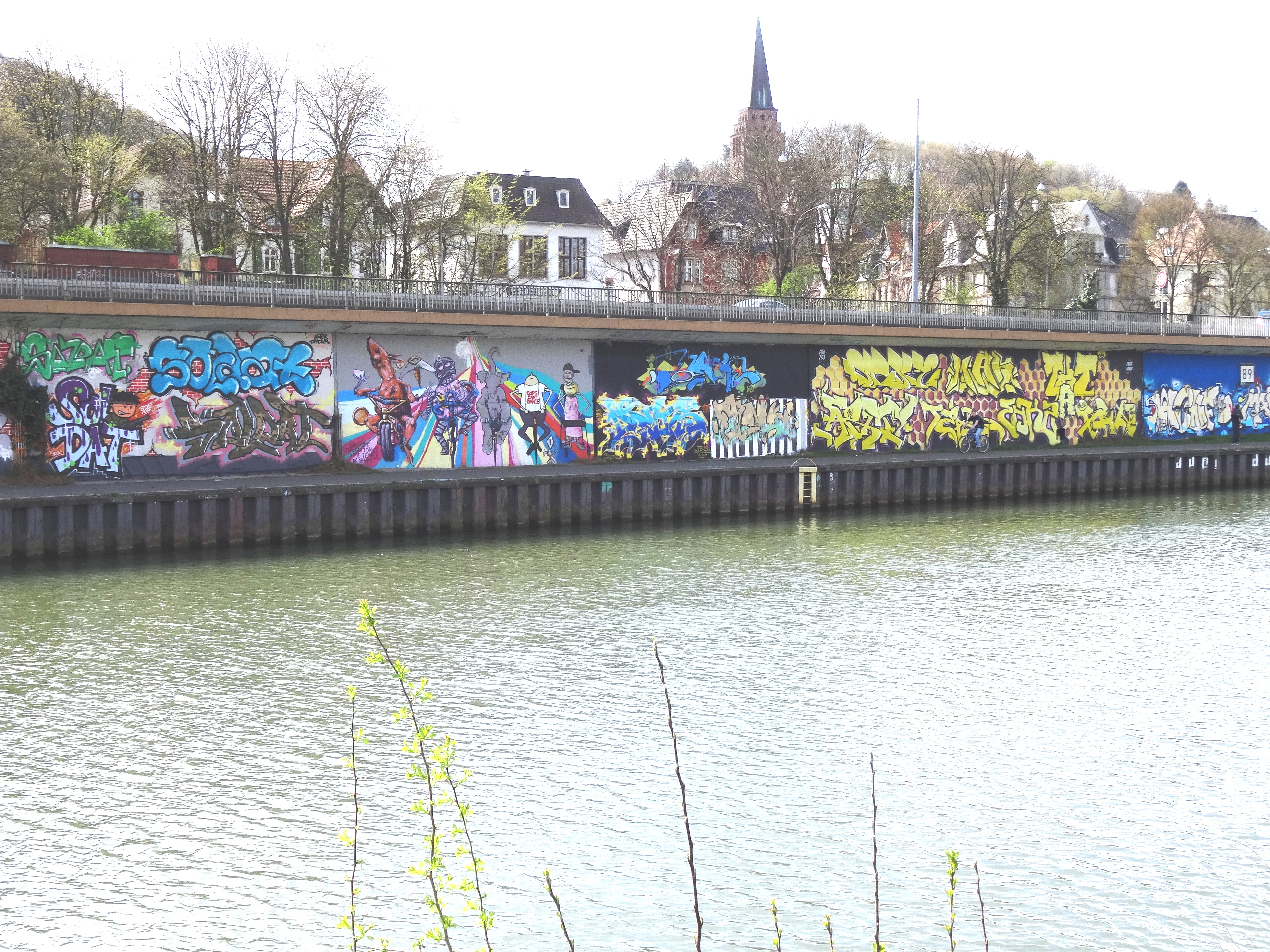
Blick auf die 4560 am Südufer der Saar (2015)

Die 4560 ist eine so genannte Graffiti Hall of Fame in Saarbrücken. An dieser Graffitiwand erlaubt die Stadt, Graffiti zu sprayen, und will auf diese Weise die Kreativität der Jugendkultur fördern. Die Wand erstreckt sich über 450 Meter und besitzt 1800 Quadratmeter Fläche.
Diese Wandfläche wird seit 2002 als legale Hall of Fame genutzt. Neben dieser Wand dienen auch noch einige Brücken in Saarbrücken als legale Graffitiflächen.
Für die Legalisierung der 4560 setzte sich der Verein Saargebeat ein.
Eingeweiht wurde die Fläche bei einem Treffen vom 15. bis zum 18. August 2002.
In den Jahren 2005, 2012 und 2017 fanden hier auch Graffiti Meetings statt. Bei diesen trafen sich internationale und nationale Graffitikünstler.
Bei dem Treffen 2005 wurde die Verlängerung der Legalisierung der Fläche auf unbestimmte Zeit gefeiert, welche im selben Jahr erreicht wurde.
Das Treffen 2017, welches zum 15. Jubiläum abgehalten wurde, trug den Titel Graffiti Jam. Es fand vom 25. bis zum 27. August statt. Außerdem wurde hier ein Graffiti-Workshop von labelm abgehalten und ein musikalisches Rahmenprogramm war geboten. Zeitgleich wurde in dem Garelly-Haus eine Ausstellung mit Siebdrucken teilnehmender Graffiti-Künstler eröffnet.

## Lage
Die Graffiti Wand befindet sich am Leinpfad, unterhalb der Saarbrücker Stadtautobahn. Auf der gegenüberliegenden Seite der Saar befindet sich das Erholungsgebiet Staden.